# 西名阪自動車道
西名阪自動車道（にしめいはんじどうしゃどう、英語: NISHI-MEIHAN EXPWY）は、大阪府松原市から奈良県天理市へ至る高速道路（高速自動車国道）である。略称は西名阪道（にしめいはんどう）、西名阪（にしめいはん）。
高速道路ナンバリングによる路線番号は、名阪国道とともに「E25」が割り振られている。

## 概要
1969年（昭和44年）3月に全線開通。国土開発幹線自動車道の予定路線名は近畿自動車道名古屋大阪線、高速自動車国道の路線名は近畿自動車道天理吹田線であり、名古屋 - 大阪間の一部区間に相当する。
奈良県で唯一の高速自動車国道である。開通当初は一般国道25号の有料バイパス道路である西名阪道路（天理IC - 松原IC）として建設されたもので、4年後の1973年（昭和48年）に高速自動車国道へ格上げされた経緯を持つ。
接続する名阪国道（国道25号、亀山IC - 天理IC）および、東名阪自動車道と併せて名神高速道路のバイパスとしての機能をあわせ持つ。また、伊勢湾岸自動車道や新名神高速道路とともに、名神高速道路が雪などにより通行止になった際の京阪神地区への代替ルートとしての機能を持っている。

## インターチェンジなど

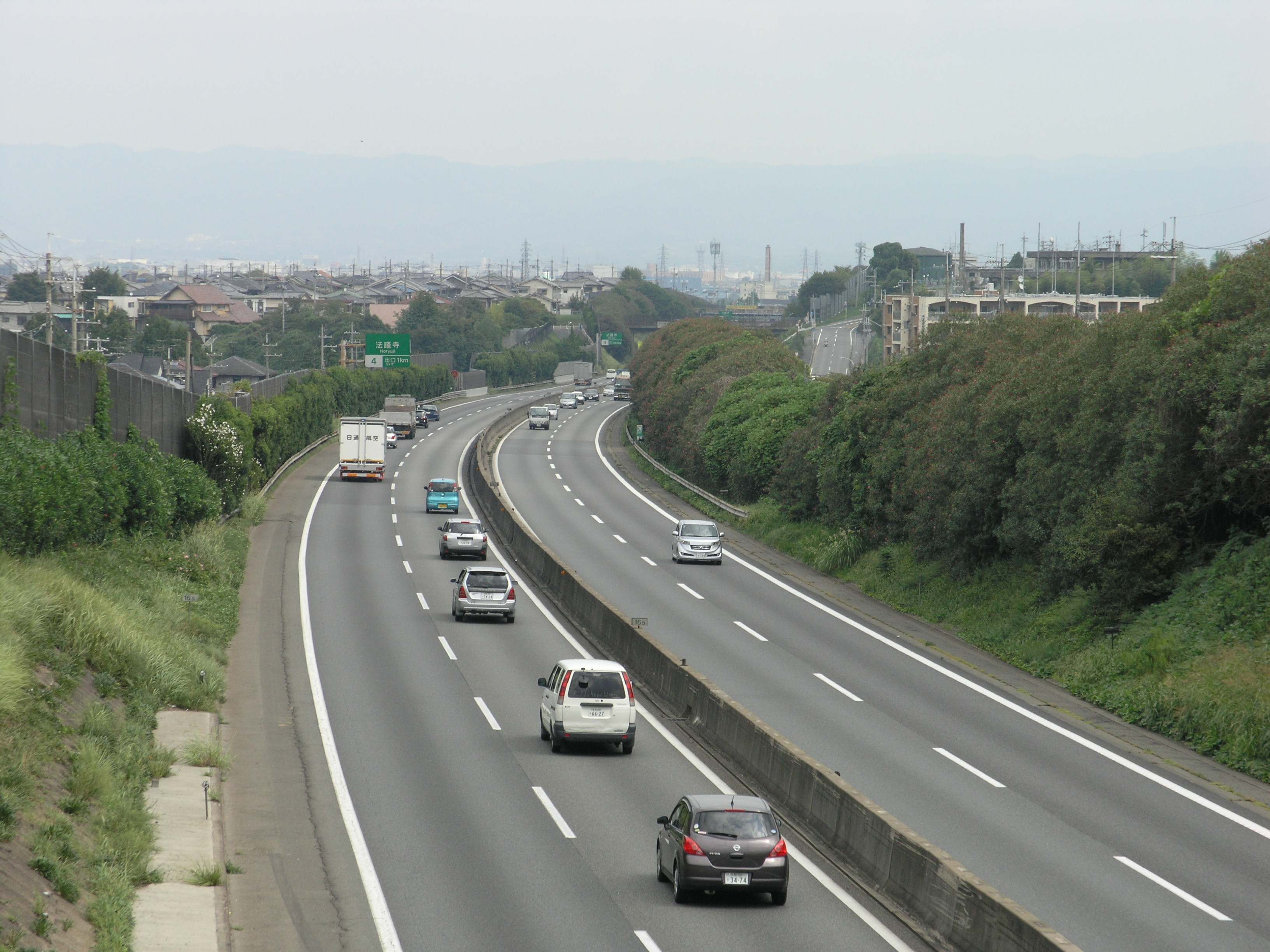
法隆寺IC方面を望む

- IC番号欄の背景色が■である部分については道路が供用済みの区間を示している。また、施設名欄の背景色が■である部分は施設が供用されていない、または完成していないことを示す。未開通区間の名称は全て仮称である。
- スマートインターチェンジ (SIC) は背景色■で示す。
- 略字は、JCTはジャンクション、ICはインターチェンジ、SAはサービスエリア、PAはパーキングエリア、TBは本線料金所をそれぞれ示す。

| IC 番号            | 施設名          | 接続路線名                        | 起点 から (km)          | BS     | 備考                      | 所在地                                           | 所在地          |
| ------------------ | --------------- | --------------------------------- | ----------------------- | ------ | ------------------------- | ------------------------------------------------ | --------------- |
| 阪神高速14号松原線 |                 |                                   |                         |        |                           |                                                  |                 |
| 10                 | 松原JCT         | E26 近畿自動車道 E26 阪和自動車道 | 0.0                     |        |                           | 大阪府                                           | 松原市          |
| -                  | 松原TB          |                                   | 1.4                     |        | 天理方面のみ              | 大阪府                                           | 藤井寺市        |
| 1                  | 藤井寺IC        | 府道12号堺大和高田線              | 3.1                     |        |                           | 大阪府                                           | 藤井寺市        |
| -                  | 柏原SIC         |                                   |                         |        | 準備段階調査              | 大阪府                                           | 柏原市          |
| -                  | 柏原TB          |                                   | 7.6                     |        | 大阪方面のみ              | 大阪府                                           | 柏原市          |
| 2                  | 柏原IC          | 国道165号                         | 8.1                     |        | 大阪方面出入口のみ        | 大阪府                                           | 柏原市          |
| -                  | 柏原トンネル    |                                   | ↓                       |        | 上り線 142 m 下り線 145 m | 大阪府                                           | 柏原市          |
| -                  | 田尻トンネル    |                                   | ↓                       |        | 上り線 292 m 下り線 287 m |                                                  | 柏原市          |
| -                  | 田尻トンネル    | 奈良県                            | ↓                       | 香芝市 | 上り線 292 m 下り線 287 m |                                                  |                 |
| -                  | 香芝SA          | 奈良県                            |                         | 香芝市 | 11.5                      |                                                  |                 |
| 3                  | 香芝IC          | 奈良県                            | 県道54号香芝インター線  | 香芝市 | 12.6                      |                                                  |                 |
| 4                  | 法隆寺IC        | 奈良県                            | 県道5号大和高田斑鳩線   | 18.0   |                           |                                                  | 北葛城郡 河合町 |
| 4-1                | 大和まほろばSIC | 奈良県                            | 県道108号大和郡山広陵線 | 21.2   |                           | 本線直結型 天理方面出入口はETC非搭載車も利用可能 | 生駒郡 安堵町   |
| 4-2                | 郡山下ツ道JCT   | 奈良県                            | E24 京奈和自動車道      | 23.4   |                           |                                                  | 大和郡山市      |
| 5                  | 郡山IC          | 奈良県                            | 国道24号                | 24.3   |                           |                                                  | 大和郡山市      |
| -                  | 天理TB/PA       | 奈良県                            |                         | 25.3   |                           |                                                  | 大和郡山市      |
| 6                  | 天理IC          | 奈良県                            | 国道169号               | 27.2   |                           |                                                  | 天理市          |
| E25 名阪国道       |                 |                                   |                         |        |                           |                                                  |                 |

## 歴史
- 1969年（昭和44年）3月21日 : 日本道路公団管理の一般有料道路「西名阪道路」（一般国道25号）として、旧・松原IC（松原JCT） - 天理IC間開通（当時、松原IC - 柏原IC間は4車線、柏原IC - 天理IC間は暫定2車線）。
- 1973年（昭和48年）
  - 4月1日 : 西名阪自動車道として高速自動車国道に昇格編入。
  - 12月25日 : 松原IC - 柏原IC間が6車線化、柏原IC - 天理IC間が4車線化される。
- 1974年（昭和49年）10月1日：香芝SA・下り線（名古屋方面）供用開始。
- 1975年（昭和50年）3月19日：香芝SA・上り線（大阪方面）供用開始。
- 1980年（昭和55年）3月1日 : 阪神高速14号松原線が松原ICと接続（但し開通当時、松原ICは阪神高速と西名阪道との直結のみだった）。
- 1981年（昭和56年）7月1日 : 通行料金収受の簡素化のため、距離制料金から2区間別均一料金（松原 - 香芝IC間・香芝 - 天理IC間）に移行。[5]
- 1983年（昭和58年）4月1日 : 通行料金を改定（他路線は前年度に改定されたが、料金制度を変更して間もなかった西名阪道はこの日まで延期された）。[6]
- 1983年（昭和63年）3月17日 : 近畿自動車道 全線開通により同道と接続、同時に旧・松原ICは松原JCTとなる。
- 1999年（平成11年）4月 : 松原TB付近で多発していた渋滞緩和のため、大阪方面行き車線の通行料金徴収を柏原TBに新設・移転（松原TBは名古屋方面行き車線 専用となる）。
- 2012年（平成24年）7月4日 : 大和まほろばスマートIC（名古屋方面入口・大阪方面出口） 供用開始。
- 2014年（平成26年）3月23日 : 大和まほろばスマートIC（名古屋方面出口・大阪方面入口） 供用開始[7]。
- 2015年（平成27年）3月22日 : 郡山下ツ道JCT開通により京奈和自動車道と接続。

## 路線状況
道路照明灯は松原JCT - 香芝IC間に設置されている。

### 車線・最高速度
| 区間               | 車線 上下線=上り線+下り線 | 最高速度 | 備考 |
| ------------------ | ------------------------- | -------- | ---- |
| 松原JCT - 松原TB   | 6=3+3                     | 60 km/h  |      |
| 松原TB - 柏原IC    | 6=3+3                     | 80 km/h  |      |
| 柏原IC - 香芝SA    | 4=2+2                     | 80 km/h  |      |
| 香芝SA - 香芝IC    | 4=2+2                     | 80 km/h  | ※1   |
| 香芝IC - 天理PA/TB | 4=2+2                     | 80 km/h  |      |
| 天理PA/TB - 天理IC | 4=2+2                     | 60 km/h  |      |

- ※1：下り線に登坂車線あり

### 道路施設

#### サービスエリア・パーキングエリア
西名阪自動車道には香芝サービスエリア (SA) と天理パーキングエリア (PA) の2ヶ所の休憩施設が存在する。交通量が多いこともあり、どちらの休憩施設も24時間営業の売店があるなど、一般的なサービスエリア・パーキングエリア以上の設備内容となっている。香芝サービスエリア以西、松原ジャンクション方面の本線上には休憩施設がないが、柏原本線料金所を過ぎてすぐに駐車場があり、ここに車を停めて料金所事務所のトイレを利用することもできる。

#### トンネルの数
| 区間             | 上り線 | 下り線 |
| ---------------- | ------ | ------ |
| 松原JCT - 柏原IC | 0      | 0      |
| 柏原IC - 香芝SA  | 2      | 2      |
| 香芝SA - 天理IC  | 0      | 0      |
| 合計             | 2      | 2      |

### 道路管理者
- NEXCO西日本 関西支社
  - 南大阪高速道路事務所 : 全線

### ハイウェイラジオ
- 香芝（柏原IC - 香芝IC）

### 所管警察
- 大阪府警察
  - 高速道路交通警察隊西名阪藤井寺分駐所 : 松原JCT - 大阪府・奈良県境
- 奈良県警察
  - 高速道路交通警察隊 : 大阪府・奈良県境 - 天理IC

### 交通量
24時間交通量（台） 道路交通センサス
| 区間                            | 平成17（2005）年度 | 平成22（2010）年度 | 平成27（2015）年度 | 令和3（2021）年度 |
| ------------------------------- | ------------------ | ------------------ | ------------------ | ----------------- |
| 松原JCT - 藤井寺IC              | 87,454             | 77,483             | 79,380             | 77,971            |
| 藤井寺IC - 柏原IC               | 89,037             | 79,096             | 74,809             | 70,377            |
| 柏原IC - 香芝IC                 | 81,106             | 63,901             | 61,536             | 59,992            |
| 香芝IC - 法隆寺IC               | 67,722             | 52,046             | 53,604             | 51,468            |
| 法隆寺IC - 大和まほろばSIC      | 64,193             | 48,555             | 52,107             | 50,028            |
| 大和まほろばSIC - 郡山下ツ道JCT | 64,193             | 48,555             | 50,333             | 47,941            |
| 郡山下ツ道JCT - 郡山IC          | 64,193             | 48,555             | 50,333             | 38,076            |
| 郡山IC - 天理IC                 | 48,920             | 38,663             | 41,291             | 39,416            |

（出典：「平成22年度道路交通センサス」・「平成27年度全国道路・街路交通情勢調査」・「令和3年度全国道路・街路交通情勢調査」（国土交通省ホームページ）より一部データを抜粋して作成）
- 令和2年度に実施予定だった交通量調査は、新型コロナウイルスの影響で延期された[8]。

2002年日平均交通量（総交通量）
松原JCT - 香芝IC : 109,779台 （前年度比 99.2%）
香芝IC - 天理IC : 73,926台 （前年度比 99.7%）
料金収入
年間 : 24,571,381千円 （前年度比 99.1%）
日平均 : 67,319千円
（2003年度 JH年報より）
なお、新名神高速道路の開通によって若干交通量が減少している。

### 通行料金
1981年から香芝ICを境に東西2区間に分けた均一制を採用していたが、近畿圏における料金体系統一の方針により、2017年6月3日、ETC利用を基本とする対距離制に変更された。事業許可上は区間料金制とされ、既存の対距離制区間（名神高速など）とは利用距離を通算しないで別に料金を算定する。
均一制では平均利用距離を基に料金額を算定するため、対距離化すると長距離では値上げになるが、激変緩和措置として2017年6月2日時点の料金（2019年10月1日からはこれに消費税率引上げ分を転嫁した料金）を上限としており、消費税転嫁分を除き値上げにはなっていない。
非ETC車の料金収受は単純支払方式のままであり、西区間（長原IC・松原IC - 香芝IC間）と東区間（香芝IC - 天理IC間）の別に、利用可能な最長区間の料金を支払う。西区間と東区間を連続して通行する場合、料金の支払いが2回（長原ICまたは松原ICから流入する場合は3回）になる。西区間では、同じ区間・車種の走行でも方向によって料金に差が生じることがある。
上限料金の額は次のとおりである（2019年10月1日改定）。
- 軽自動車等 : 西区間320円、東区間320円
- 普通車 : 西区間420円、東区間420円
- 中型車 : 西区間420円、東区間420円
- 大型車 : 西区間580円、東区間580円
- 特大車 : 西区間950円、東区間950円

### ETC割引
大都市近郊区間扱いのため、2014年4月1日以降、時間帯割引は深夜割引のみとなっている。
均一料金制のときは、西区間と東区間のそれぞれで、料金を収受する料金所1ヵ所の通過時刻のみで判定していたが、2017年6月3日以降は、全線1区間としたうえで、入口と出口の2ヵ所の通過時刻で以って判定する方式に変更され、フリーフローアンテナの通過時刻も判定に用いる。
西名阪道のかつての料金支払い方式における補足
開通当初の西名阪道路時代（1974年までの西名阪自動車道時代を含む）支払い方式が円形のチップ式の通行券を採用していたが、チップの機械回収における詰まりのミスカウントが多発した為に1974年以降、一般有料道路や都市高速道路と同じ前払いシステムに切り替わった。

## 地理

### 通過する自治体
- 大阪府
松原市 - 藤井寺市 - 羽曳野市 - 柏原市 - 羽曳野市 - 柏原市 -
- 奈良県
香芝市 - 北葛城郡上牧町 - 北葛城郡河合町 - 生駒郡安堵町 - 大和郡山市 - 生駒郡安堵町 - 大和郡山市 - 天理市

### 接続する高速道路
- E25 名阪国道（天理ICで直結）
- E24 京奈和自動車道（郡山下ツ道JCTで接続）
- 阪神高速14号松原線（松原JCTで直結）
- E26 近畿自動車道（松原JCTで接続）
- E26 阪和自動車道（松原JCTで接続）